# 리얼 콜로라도 폭시즈
리얼 콜로라도 폭시즈 (Real Colorado Foxes)는 상위권의 성적을 유지하는 세미프로 축구팀이다. 미국 콜로라도주 전체를 연고지로 하는 광역 연고제의 팀으로 현재 USL 프리미어 디벨로프먼트 리그에 참가하고 있다.